# Chřepice (přírodní rezervace)
Chřepice je přírodní rezervace jihozápadně od obce Čachrov v okrese Klatovy. Chráněné území se rozkládá v severovýchodním sousedství osady Chřepice a představuje část údolí Bradenského potoka, nevelkého přítoku říčky Ostružné. Oblast spravuje Správa NP a CHKO Šumava. Důvodem ochrany je zachování, dlouhodobé monitorování a výzkum přirozeného vývoje vegetace příslušející ke společenstvům luhů, olšin a horských lučin na lokalitě v minulosti značně antropicky pozměněné, avšak postupně se navracející k přirozenému stavu.